# Dwikozy (plaats)
Dwikozy is een dorp in het Poolse woiwodschap Święty Krzyż, in het district Sandomierski. De plaats maakt deel uit van de gemeente Dwikozy en telt 2100 inwoners.

## Verkeer en vervoer
- Station Dwikozy

## Geboren
- Kazimierz Grelewski (1907-1942), geestelijke
- Stefan Grelewski (1899-1941), geestelijke
- Wiesław Myśliwski (1932), schrijver